# Voncourt
Voncourt é uma comuna francesa na região administrativa da Champanha-Ardenas, no departamento de Haute-Marne. Estende-se por uma área de 3,5 km². Em 2010 a comuna tinha 15 habitantes (densidade: 4,3 hab./km²).